# 辻口博啓
辻口 博啓（つじぐち ひろのぶ、1967年3月24日 - ）は、日本のパティシエ、ショコラティエ。石川県七尾市出身。血液型はA型。

## 略歴・人物
- 1967年：石川県七尾市の和菓子屋「紅屋（）」の長男として生まれる。元々は実家を継ぐつもりだったが、小学3年の時に招かれた友人の誕生日会で生まれて初めてショートケーキを食べ、そのおいしさに感動し、洋菓子職人を志すようになった[1]（実家は18歳の時に倒産[2]）。
  - 石川県立中島高等学校卒業後、東京都内のフランス菓子店に住み込みで修行[3]。
- 1990年：史上最年少の23歳で「全国洋菓子技術コンクール」優勝。その後、多くの国内大会で優勝し「コンクール荒らし」と呼ばれる[2]。
- 1994年：フランスの「コンクール・シャルル・プルースト」で銀賞[4]。
- 1997年：パティシエのワールドカップと呼ばれる「クープ・ド・モンド・ドゥ・ラ・パティスリー」のあめ細工部門で優勝[4]。フランスのセット市にあるMOF（フランスの国家最優秀職人章）の称号を持つ洋菓子店「パティスリー・ベルタン」で修行を重ねる。
- 1998年3月：東京・自由が丘に「モンサンクレール」をオープンし[5]シェフパティシエに、2001年にはオーナーパティシエになる。
- 1999年：同年2月12日に放送したフジテレビ『料理の鉄人』に出演。イタリアンの鉄人・神戸勝彦をバナナ対決で破り、パティシエとして初めて勝利した。その後、ロールケーキ専門店、コンフィチュール専門店などを次々に開店[5]。
- 2000年：ガストロミックの会モンタニエよりシュバリエを受賞。料理オリンピックのイタリア代表としてドイツに招かれた。これによりイタリア鉄人協会会員となる。
- 2004年：二子玉川の百貨店内に「和楽紅屋」オープンし実家の紅屋の再建が叶う[5]。
- 2006年：石川県の和倉温泉で「辻口博啓美術館 ル ミュゼ ドゥ アッシュ」を開館した。
- 2008年：スイーツとライフスタイルをテーマとしたWebマガジン「SUPER SWEETS（）」を発起人としてスタートさせた[6]。9月20日、石川県金沢市の石川県立美術館内に「ル ミュゼ ドゥ アッシュ KANAZAWA」をオープン。
- 2009年6月：菓子作りをインターネットで学べる「SUPER SWEETS SCHOOL」を開講[1][7]。同月に雪吊から着想を得た焼菓子「YUKIZURI」を発売開始[8]。
- 2011年8月：ベトナムの農薬無散布の茶畑にて収穫された、こだわりのお茶「天空の辻口茶園」の商品販売をスタート[9]。10月、SUPER SWEETS SCHOOL自由が丘校を開校。
- 2012年4月：石川県に「スーパースイーツ製菓専門学校」（学校法人国際ビジネス学院）開校。学校長に就任。
- 2013年：スーパースイーツ製菓専門学校の別科「アトリオ」開校。atre品川に豆スイーツ専門店「Feve（）」、長崎県佐世保市に「アトリエ アッシュ」を開店。C.C.C.のショコラ品評会で最高位「5タブレット＋★」を受賞。
- 2014年：「H CHOCOLAT SUPPLEMENT」販売開始。東京都麻布十番に「和楽紅屋 麻布十番本店」、渋谷ヒカリエShinQsに「和楽紅屋」、東京都立川市に「和楽紅屋 ルミネ立川店」「フェーヴ ルミネ立川店」、石川県金沢市に「ル ミュゼ ドゥ アッシュ 百番街店」「ル ミュゼ ドゥ アッシュ エムザ」、韓国ソウル市に「モンサンクレール ソウル」を開店。
- 2015年：糖質コントロールチョコレート「ショコラ ユニバース」販売開始。東京・銀座に「ル ショコラ ドゥ アッシュ 銀座本店」、JR名古屋駅・名古屋うまいもん通りにチーズタルト専門店「Cuitte（キュイット）」を開店。
- 2019年1月：辻口博啓の素材探しから新作完成までに密着した日本発のショコラ・ドキュメンタリー映画『LE CHOCOLAT DE H（）』が公開。第67回サン・セバスティアン国際映画祭、第8回ロングビーチ国際映画祭、Lift-Off Film Festival、第45回シアトル国際映画祭にて正式上映された。

## 肩書・公職・役職
- 一般社団法人日本スイーツ協会代表理事
- 石川県観光大使
- 三重県観光大使
- 金沢大学講師
- 産業能率大学客員教授
- スーパースイーツ専門学校学校長
- お菓子教室「SUPER SWEETS SCHOOL 自由が丘校」学校長
- 学校法人SOLA沖縄学園客員教授
- かなざわ食マネジメント専門職大学講師
- LOVEあいちサポーターズ

## 賞歴
- 1990年：「全国洋菓子技術コンクール」 優勝
- 1992年：「50周年記念全国洋菓子コンクール」 総合優勝
- 1993年：「東日本洋菓子コンクール マジパン部門」 優勝
- 1994年：「コンクール・シャルル・プルースト」 銀メダル受賞
- 1995年：「クープ・ド・フランス インターナショナル杯」 優勝
- 1996年：「ジャンマリーシブナレル杯」 3位受賞。
- 1996年：「ソペクサ（仏大使館主催の仏菓子コンクール）」 優勝
- 1997年：「クープ・ド・モンド・ドゥ・ラ・パティスリー あめ細工部門」 優勝
- 2002年：「ヘーゼルナッツ国際大会」 総合優勝
- 2013年：「サロン・デュ・ショコラ」 最優秀賞「板チョコ5枚+☆」[10]
- 2014年：C.C.C.のショコラ品評会で最高位「5タブレット＋★」を受賞
- 2015年：「インターナショナルチョコレートアワーズ　世界大会」にてチョコレートバー部門へ初出品。5作品で金賞、銀賞を受賞
- 2015年：C.C.C.のショコラ品評会で最高位「ゴールドタブレット（金賞）」を受賞
- 2016年：「インターナショナルチョコレートアワーズ　アメリカ＆アジア太平洋大会」チョコレートバー部門にて、7作品が金賞・銀賞・銅賞を受賞
- 2016年：C.C.C.のショコラ品評会で最高位「ゴールドタブレット（金賞）」を受賞
- 2017年：「インターナショナルチョコレートアワーズ2017」チョコレートバー部門にて、11アイテムが金賞・銀賞・銅賞を受賞
- 2017年：C.C.C.のショコラ品評会で最高位のゴールドタブレットとAWARD DE L’EXCELLENCE（外国人部門最優秀賞）を受賞
- 2018年：C.C.C.のショコラ品評会で最高位のゴールドタブレットを受賞
- 2019年：SALON DU CHOCOLAT25周年記念、Club des Croqueurs de Chocolatが出会った最高のショコラティエ　ベスト オブ ベスト アワードを受賞

## メディア出演
テレビ
- アイデアの鍵貸します（フジテレビ）
- ボクらの時代（2007年、フジテレビ） - 落合務、坂井宏行と出演
- ソロモン流（テレビ東京）
- テレ遊びパフォー!（2008年、NHK）
- わたしが子どもだったころ（2009年、NHK）
- 人生が変わる1分間の深イイ話（2009年、日本テレビ）
- いつみても波乱万丈（日本テレビ）
- 秘密のケンミンSHOW（2007年 - 、読売テレビ）
- こころの遺伝子 〜あなたがいたから〜（2010年、NHK）
- キッチンが走る!（2010年、NHK）
- 王様のブランチ（2011年、TBS）
- ヒルナンデス!（2011年、日本テレビ）
- ホンネ日和（2011年、TBS）
- Oh!どや顔サミット（2011年、テレビ朝日）
- 和風総本家（2011年、テレビ東京）
- 嵐にしやがれ（2011年/2012年、日本テレビ） - ダンディズム相談所、未知との遭遇などに出演
- ジョブチューン アノ職業のヒミツぶっちゃけます!（2013年 - 、TBS） - 超一流スイーツ職人のジャッジコーナーに不定期出演
- まれ (2015年、NHK) - 製菓指導、番組中番組の審査員役
- ごはんジャパン（2015年 - 、テレビ朝日）
- SWIICHインタビュー 達人達（2017年、NHK）
- 朝だ!生です旅サラダ（2017年、テレビ朝日）
- 有吉ゼミ（2017年、日本テレビ）
- オイコノミア　又吉直樹×経済学（2017年、NHK Eテレ）
- 世界まる見え!テレビ特捜部（2017年、日本テレビ）
- ヒルナンデス!（2017年、日本テレビ）
- ズームインサタデー（2017年、日本テレビ）
- めざましテレビ（2017年、フジテレビ）
- newsevery（2017年、日本テレビ）
- BESTプレゼント（2017年、日本テレビ）
- マツコ＆有吉 かりそめ天国（2017年、テレビ朝日）
- スタイルプラス（2018年、東海テレビ）
- 金曜プレミアム・TEPPEN 第17弾（2018年、フジテレビ）
- 徹子の部屋（2019年、テレビ朝日）
- ロストグルメ（2019年、CBC）
- 釣りびと万歳（2023年1月22日、NHK BSプレミアム）

ラジオ
- 辻口博啓 presents アトリエ.H（ラジオななお）
- きらり10代!（NHKラジオ第1）

映画
- ドキュメンタリー映画「LE CHOCOLAT DE H」[11]（2019年1月18日より石川県内のイオンシネマで先行公開、同月25日より関東・中部エリアで上映[12]）

## 著書
- 『辻口博啓 ティータイム・スイーツ』（PARCO出版）
- 『ちゃんと作れるスイーツ』（マガジンハウス）
- 『新味和菓子』（ソニーマガジンズ）
- 世界一のパティシエになる! ケーキ職人 辻口博啓ものがたり（岩崎書店、著・輔老 心）
- パティシエ世界一 東京自由が丘「モンサンクレール」の厨房から （PHP文庫、著・浅妻 千映子）
- モンサンクレール 軽やかさの秘密（柴田書店）
- 子どもと作るスイーツ絵本 四季のレシピ（あすなろ書房、絵・ふくまこ）

## CM
- 学校法人国際ビジネス学院「スーパースイーツ調理専門学校」
- 石川トヨタ自動車（2016年 - ）